# Commanderie de Braux
La commanderie de Braux était une commanderie hospitalière de l'ordre de Saint-Jean de Jérusalem, implantée à proximité du bourg d'Ancerville dans le département de la Meuse, en région Lorraine.

## Situation
La commanderie de Braux est située à deux kilomètres au sud de la ville d'Ancerville, à cinq kilomètres au sud-est de la ville de Saint-Dizier et à vingt kilomètres au sud-ouest de la ville de Bar-le-Duc.
Elle est implantée dans comté de Bar, à la frontière occidentale avec le comté de Champagne, à quelques centaines de mètres de la Marne.

## Histoire
Braux est tout d'abord un hôtel-Dieu donné en 1268 par Renaud de Bar, seigneur d'Ancerville et troisième fils du comte Henri II de Bar et de son épouse Philippa de Dreux, aux hospitaliers de l'ordre de Saint-Jean de Jérusalem. Trois plus tard, en 1271, Renaud de Bar meurt sans descendance et aurait été inhumé dans la chapelle de l'hôpital, placée sous le vocable de Sainte Madeleine.
Après la dévolution des biens de l'ordre du Temple aux Hospitaliers en 1312, l'hôtel-Dieu prend de l'importance et est érigé vers 1336 en une commanderie réservée aux membres de l'ordre.
En 1495, l'église de la commanderie nécessite d'être réparée et reconstruite.
À l'issue de la Révolution française, la commanderie et ses biens sont confisqués comme biens nationaux. Son inventaire est réalisé le 11 janvier 1793 puis son expertise le 23 mars suivant avant d'être revendues. Les derniers édifices sont par la suite démolis vers 1820.

## Liste des commandeurs
Le nom de seulement quelques commandeurs sont encore connus :
- Guillaume Humbert, commandeur en 1540 ;
- Jean Peron, commandeur qui comparut en 1549 aux États du Barrois tenus pour la rédaction des Coutumes ;
- Jean Raulot, commandeur de 1609 à sa mort le 15 janvier 1629 ;
- Jacquot, commandeur vers 1730 ;
- Claude Gérardin, commandeur en 1747 ;
- Augustin de Suremain, servant d'armes et commandeur, mort en 1755 et enterré dans le caveau de la chapelle ;
- Fulgence-Richard Belgrand, prêtre conventuel de l'Ordre de Saint Jean de Jérusalem, prieur d'Orges, chancelier et vicaire-général au grand prieuré de Champagne, commandeur en 1784 1786.